# RD-0233
RD-0233 (GRAU Index 15D95)とRD-0234 (GRAU Index 15D96)はN2O4とUDMHを酸化剤リッチ二段燃焼サイクルで燃焼する液体ロケットエンジンである。 RD-0233と RD-0234の相違点はタンク加圧ガスのための熱交換器の有無のみである。  3基のRD-0233と1基のRD-0234がUR-100UTTKhICBMの1段目で使用された。 エンジンの生産は終了したものの、2015年時点でICBMと同様にロコットとストレラは運用中である。